# MG 18 TuF
La Maschinengewehr 18 Tank und Flieger o MG 18 TuF, era una ametralladora pesada alemana de doble propósito que fue diseñada para cumplir las funciones de un arma antitanque y un arma antiaérea. Desarrollada hacia el final de la Primera Guerra Mundial, disparaba el mismo cartucho antiblindaje 13,2 x 92 SR o tankpatrone 18 que el fusil antitanque Mauser 1918 T-Gewehr.  

## Historia
El origen de la MG 18 está muy relacionado con la aparición de los primeros tanques británicos y franceses en el Frente Occidental entre 1916 y 1917. En octubre de 1917, la Gewehr Prüfungs Kommission (GPK; Comisión de prueba de fusiles, en alemán), a petición del Ministerio de Guerra, organizó un concurso para que seis empresas construyeran un arma automática que disparase el nuevo cartucho 13,2 x 92 SR desarrollado por la fábrica de cartuchos Polte de Magdeburgo. Las dos empresas finalistas del concurso fueron Rheinmetall y Maschinenfabrik Augsburg Nurnberg (MAN). La ametralladora de la Rheinmetall empleaba un tambor montado sobre el cajón de mecanismos, parecido al de la ametralladora Lewis, mientras que la ametralladora de la MAN era alimentada mediante cinta. Después de una serie de pruebas y modificaciones, la ametralladora de la MAN fue oficialmente adoptada por el Ejército Imperial Alemán el 13 de agosto de 1918. Se planificó que unas 4.000 MG 18 serían producidas a partir de enero de 1919. Sin embargo, se estima que solamente se produjeron 50 ametralladoras antes del Armisticio del 11 de noviembre de 1918 y ninguna entró en combate. Además del fin de la guerra, otros factores que limitaron la producción de la MG 18 fueron la falta de capacidad productiva y su costo, complejidad, peso y escasa movilidad. El colapso del Imperio alemán y las prohibiciones al diseño y producción de armas impuestas por el Tratado de Versalles detuvieron cualquier otro desarrollo de la MG 18.

## Descripción
La MG 18 era básicamente una versión agrandada de la ametralladora pesada MG 08, que a su vez era una variante producida bajo licencia de la ametralladora Maxim. La MG 18, al igual que la Maxim, era una ametralladora pesada alimentada por cinta y refrigerada por agua, con un mecanismo de retroceso corto. Una vez amartillada, la MG 18 continuaría disparando hasta que el gatillo era soltado, o hasta agotar toda su munición. Al emplearse como arma antitanque, la ametralladora era alimentada mediante una cinta de 75 cartuchos, mientras que al emplearse como arma antiaérea era alimentada mediante un tambor de 50 cartuchos. A causa de su peso de 133,7 kg, la ametralladora iba montada sobre un afuste con dos ruedas y precisaba un equipo de seis sirvientes.
La MG 18 fue diseñada para disparar el mismo cartucho del fusil antitanque Mauser 1918 T-Gewehr. Como tenía un cañón más corto, su velocidad de boca era de apenas 550 m/s, en comparación a los 785 m/s del fusil antitanque; sin embargo, esto todavía era suficiente para perforar una plancha de acero cementado de 20 mm de espesor a 100 m de distancia y perforar 15 mm a 300 m de distancia.